# Cleistes rodriguesii
Cleistes rodriguesii é uma espécie de orquídea terrestre de folhas alternadas e flores grandes que abrem em sucessão, com raízes tuberosas delicadas, habitante do sudeste e sul do Brasil.